# TZ Arietis
TZ Arietis è una piccola nana rossa ubicata nella costellazione dell'Ariete, a circa 14,5 anni luce dal Sole.
Pur essendo una stella relativamente vicina al Sistema solare, TZ Arietis non è visibile ad occhio nudo dalla Terra, a causa della sua bassa luminosità: si tratta infatti di una piccola, fredda e fioca nana rossa di classe spettrale M5.
TZ Arietis è una variabile a flare, emette cioè improvvisi guizzi luminosi, particolarmente evidenti nella gamma dell'ultravioletto. Queste variazioni, molto comuni tra le nane rosse, riducono la possibilità che forme di vita si siano evolute su un ipotetico pianeta orbitante attorno a questa stella.